# Tom Landry
(en) Statistiques sur pro-football-reference
Thomas Wade Landry, dit Tom Landry, né le 11 septembre 1924 à Mission et mort le 12 février 2000 à Dallas, est un joueur et entraîneur américain de football américain.
Cornerback des Giants de New York, il est plus souvent considéré pour sa carrière d'entraîneur. En effet, il est considéré comme l'un des plus grands entraîneurs de l'histoire de la National Football League, connu notamment pour son succès en tant qu'entraîneur des Cowboys de Dallas et ses innovations sportives, comme la formation 4-3 dont on lui attribue souvent la paternité.
Landry a gagné deux Super Bowl (VI et XII), cinq titres NFC, treize titres de division et a fini avec un total de 270 victoires, 178 défaites et 6 nuls, soit la 3e position pour un entraîneur de la NFL en termes de victoires. Ses 20 victoires en séries éliminatoires sont inégalées par un même entraîneur dans l'histoire de la NFL.

## Biographie

### Carrière d'entraîneur de football américain

#### Coordinateur défensif des Giants de New York (1954-1959)
Lors de la saison 1954, Landry devient coordinateur défensif pour les Giants de New York, alors que le coordinateur offensif est Vince Lombardi. Tom Landry dirige l'une des meilleures défenses de la ligue de 1956 à 1959. Les deux entraîneurs créent des formations défensives et offensives performantes, menant les Giants à trois finales du championnat NFL en quatre saisons. Les Giants battent les Bears de Chicago de George Halas sur le score de 47 à 7 en 1956, mais perdent contre les Colts de Baltimore en 1958 et 1959. 

#### Entraîneur principal des Cowboys de Dallas (1960-1988)

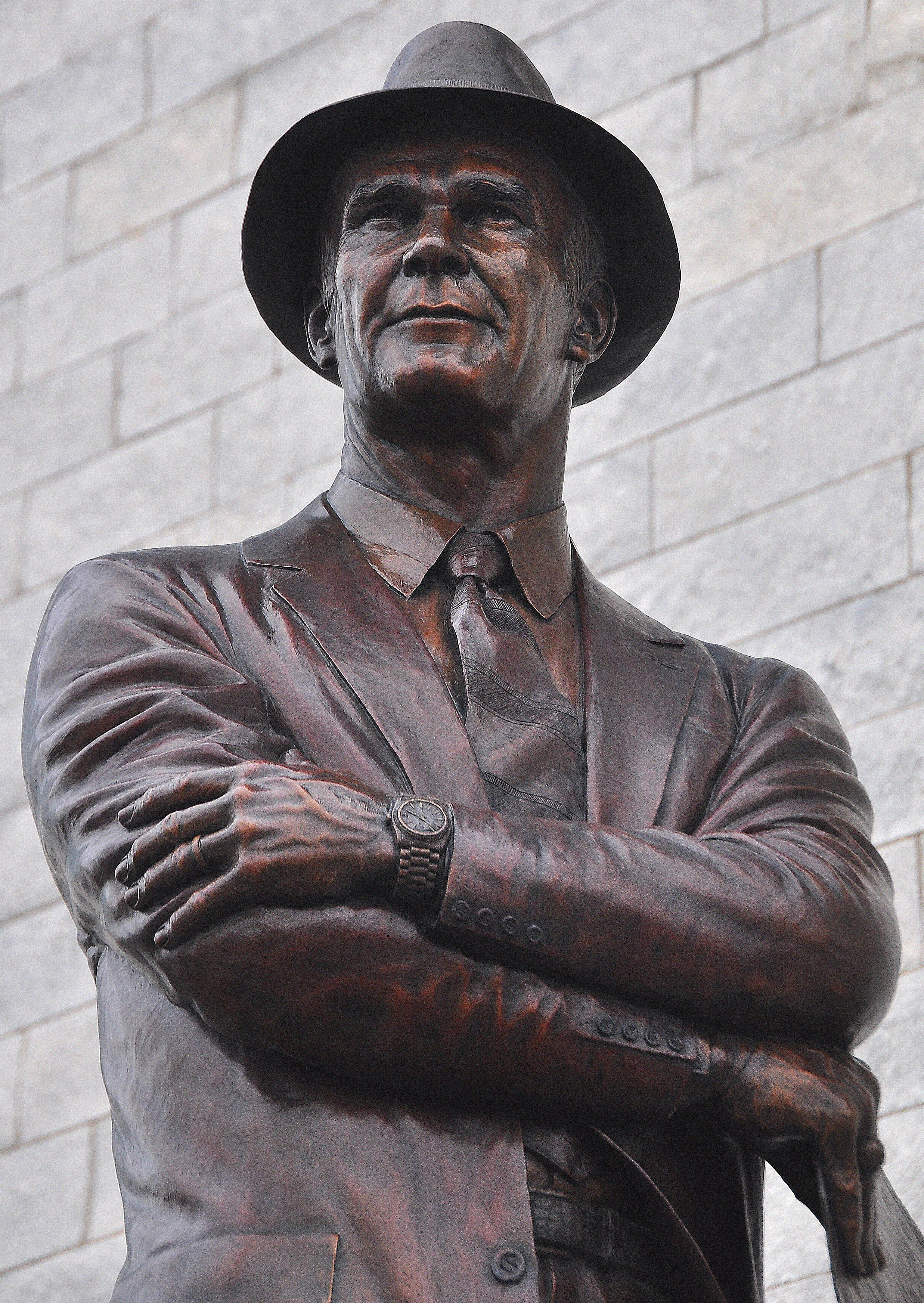
Sculpture de Landry.

En 1960, Tom Landry devient le premier entraîneur principal de la franchise des Cowboys de Dallas. Nouvelle dans la ligue, l'équipe est en difficulté lors de ces premières années dans la NFL. Malgré les résultats décevants, Tom Landry se voit offrir une extension de contrat de 10 ans par le propriétaire Clint Murchison Jr. Le travail de Landry commence à payer à partir de la saison 1965 pour améliorer le bilan de l'équipe à 7 victoires et 7 défaites. En 1966, les Cowboys remportent 10 rencontres et vont jusqu'en finale NFL lors de laquelle ils s'inclinent contre les Packers de Green Bay de Vince Lombardi.
Pendant toutes ses années à la tête des Cowboys, Landry travaille avec le manager général de la franchise, Tex Schramm. 
Les Cowboys de Tom Landry remportent deux Super Bowls contre les Steelers de Pittsburgh de Chuck Noll. Ils perdent trois autres Super Bowls. En 1966, un QB Sneak de Bart Starr lors de l'Ice Bowl l'empêche de représenter la National Football League lors du Super Bowl II. Tom Landry a remporté les deux Super Bowls qu'il a joué à La Nouvelle-Orléans et a perdu les trois qu'il a joué à l'Orange Bowl Stadium de Miami.

### Décès

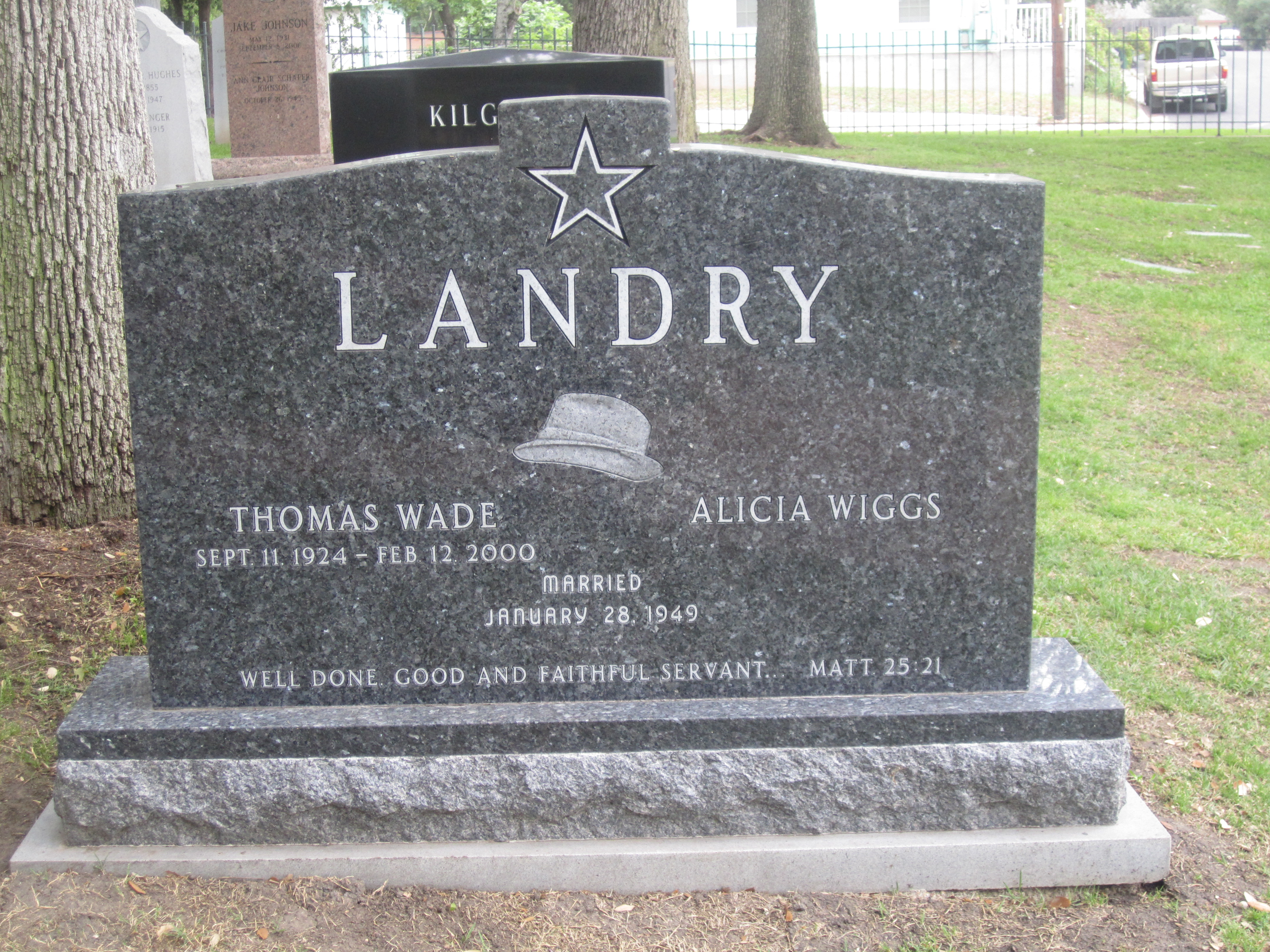
Texas State Cemetery.

Landry meurt le 12 février 2000 après un combat contre la leucémie. Ses funérailles ont lieu dans l'église méthodiste de Highland Park où il a été un membre actif pendant 43 ans. Il est enterré au cimetière Sparkman-Hillcrest Memorial Park de Dallas. À la demande de sa famille, un cénotaphe dédié à Landry, avec une représentation de son célèbre borsalino est créé dans le cimetière de l'Etat du Texas à Austin.
En hommage à l'ancien entraîneur légendaire, les Cowboys ont porté un patch représentant le borsalino de Landry sur leurs uniformes pendant toute la saison 2000. Une statue en bronze est construite en dehors du Texas Stadium et est désormais devant l'AT&T Stadium depuis le déménagement des Cowboys dans le stade en 2009. 